# Borz (heraldika)

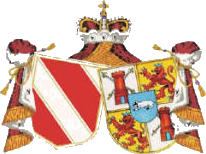
A Thurn und Taxis család schönburgi ágának címere

Névváltozatok: dizno borz, eb borz, teouiskes borz (M. nyelvtört. I. 294-95.), melis, taxus, hericius, dachs (M. 
nyelvtört. I. 294.); 1395 k.: "caxus [tollhiba taxus helyett]: barz" [BesztSzj. 1086.] (TESz. I. 350.)
"Czinály fedelet az sátornac borz beorbeol" [ Málnár Albert: Szent Biblia (Károlyi Bibliájának 2. kiadása) Hanau 1608. I. 72. ] 
(M. nyelvtört. 294.)

Rövidítések:
A borz ritka címerkép a heraldikában. Jellegzetes testfelépítéséről és színéről jól elkülöníthető a többi menyétféle állattól. Főleg a beszélő címerekben fordul elő.
Borz van a Daxner család 1665-ös címerében, mely nyilvánvalóan beszélő címer, akárcsak a Thurn und Taxis hercegek címere. Úgy tartják, hogy gondosan felügyel a háztartására. Ezért lett a brit Tesco Stores áruházlánc címereállata is.